# Congrés Internacional de Matemàtics de 2026

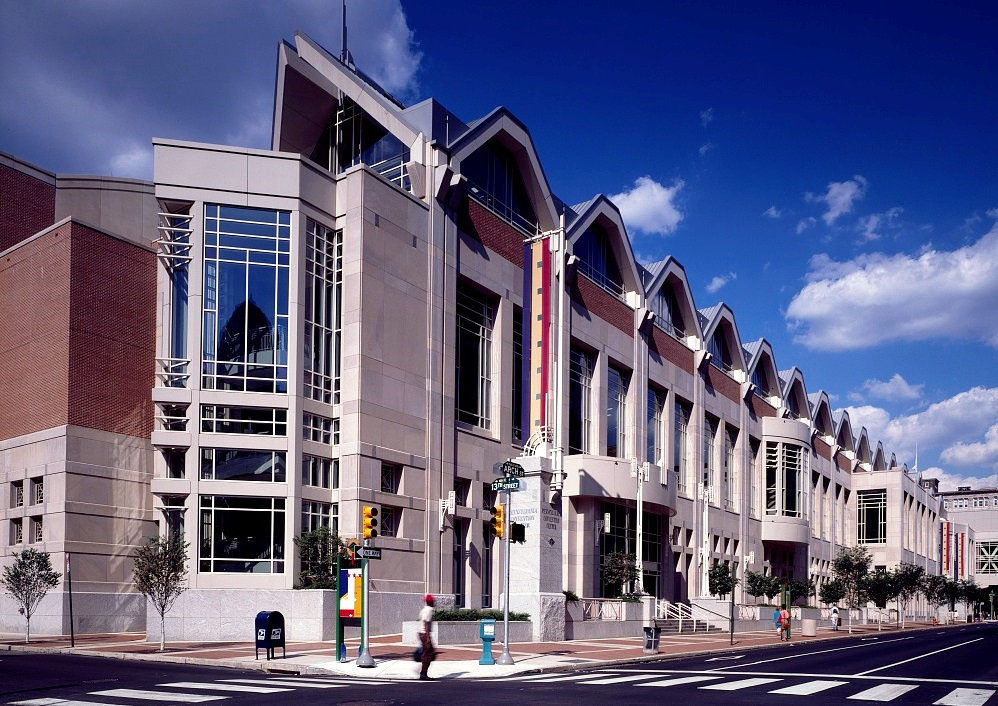
Pennsilvània Convention Center de Filadèlfia, on se celebrà el congrés.

El Congrés Internacional de Matemàtics de 2026 serà el trentè Congrés Internacional de Matemàtics que se celebrarà a Filadèlfia, Estats Units del 22 de juliol al 29 de juliol de 2026.

## Lloc
França va presentar una candidatura per organitzar el Congrés. Però a l'Assemblea General de la Unió Matemàtica Internacional del 2022, es va aprovar que els Estats Units organitzarien el Congrés, ja que finalment la candidatura francesa no es va presentar. Així els Estats Units van guanyar per unanimitat. La Reial Societat Matemàtica Espanyola també va enviar una candidatura perquè Madrid organitzés 20 anys després el Congrés Internacional de Matemàtics, però la candidatura va ser enviada incorrectament.